# Parque Nacional da Serra do Cipó
O Parque Nacional da Serra do Cipó é uma unidade de conservação brasileira e está localizado na Serra do Espinhaço, Minas Gerais.

## Geografia
Sua história geológica é complexa e data do período pré-cambriano, com suas rochas arenosas que foram formadas por depósitos marinhos há mais de 1,7 bilhões de anos.
A diversidade da sua vegetação é altíssima, e muitas espécies só são encontradas aqui. Sua fauna é representativa e abriga espécies ameaçadas de extinção.
Para preservar este patrimônio natural, foi criado o Parque Nacional da Serra do Cipó a APA (Área de Proteção Ambiental). São ao todo 100.000 hectares de cerrados, campos rupestres e matas, além de rios, cachoeiras, canyons, cavernas, sítios arqueológicos preservados e muitos esportes de aventura.

## Acesso
A Serra do Cipó está localizada no estado de Minas Gerais, a apenas 100 km da capital mineira. Coordenadas 43º-44ºW, 19º-20ºS. O principal acesso é através da Rodovia MG-010, passando por Lagoa Santa e São José de Almeida.[carece de fontes?]